# Tommaso Righi
Tommaso Righi, född 1727 i Rom, död 1802 i Warszawa, var en italiensk skulptör och stuckatör. Han var elev till Filippo della Valle.

## Biografi
År 1768 utförde Righi greve Nils Karlsson Bielkes epitafium i Santa Brigida; detta hade formgivits av Pietro Camporese den äldre.
I Malteserordens kyrka Santa Maria del Priorato på Aventinen har Righi skulpterat altaruppsatsen Den helige Basilius förhärligande efter en ritning av Piranesi.
På Vilniuskatedralens västfasad återfinns Righis skulpturer föreställande Abraham, Moses samt De fyra evangelisterna Matteus, Markus, Lukas och Johannes.

## Verk i urval
- Nils Karlsson Bielkes epitafium (1768) – Santa Brigida[3]
- Gravmonument över skulptören Carlo Pio Balestra (1776) – Santi Luca e Martina[4][5]
- Den helige Basilius förhärligande – högaltaret, Santa Maria del Priorato[6][7]
- Stuckarbeten – San Romualdo, Kamaldulensernas eremitage, Frascati[8]
- Madonna-ädikula (1756; tillsammans med Antonio Bicchierai) – Piazza dell'Orologio, Rom[9]
- Gravmonument över kardinal Camillo Paolucci (1776) – Cappella di San Pellegrino Laziosi, San Marcello al Corso[10]
- Lågrelief – Sala degli Imperatori, Galleria Borghese[11]
- De fyra evangelisterna – fasaden, Vilnius katedral[12]
- Abraham – fasaden, Vilnius katedral[12]
- Moses – fasaden, Vilnius katedral[12]

## Bilder
| - Gravmonument över Carlo Pio Balestra. - Den helige Basilius förhärligande. - Evangelisten Johannes. |